# Salterio de San Albano
El Salterio de San Albano es un salterio manuscrito ilustrado realizado hacia 1125-1130 en la abadía de St Albans (Hertfordshire), en Inglaterra. Fue encomendado por Cristina de Markyate, o quizá sólo le perteneció, siendo esta la futura priora de Markyate. Es propiedad de la iglesia parroquial de San Gotardo de Hildesheim en Basse-Saxe. El manuscrito se conserva en la biblioteca de la catedral de Santa María de Hildesheim.
Está ampliamente considerado como uno de los ejemplos más importantes de la producción románica inglesa de libros. Es de una profusión de adornos sin precedentes, con más de cuarenta miniaturas de página completa, y contiene una serie de innovaciones iconográficas que perdurarán a lo largo de la Edad Media. También contiene el ejemplo más antiguo que se conserva de la literatura francesa, la Chanson de St Alexis o Vida de San Alejo.

## Historia

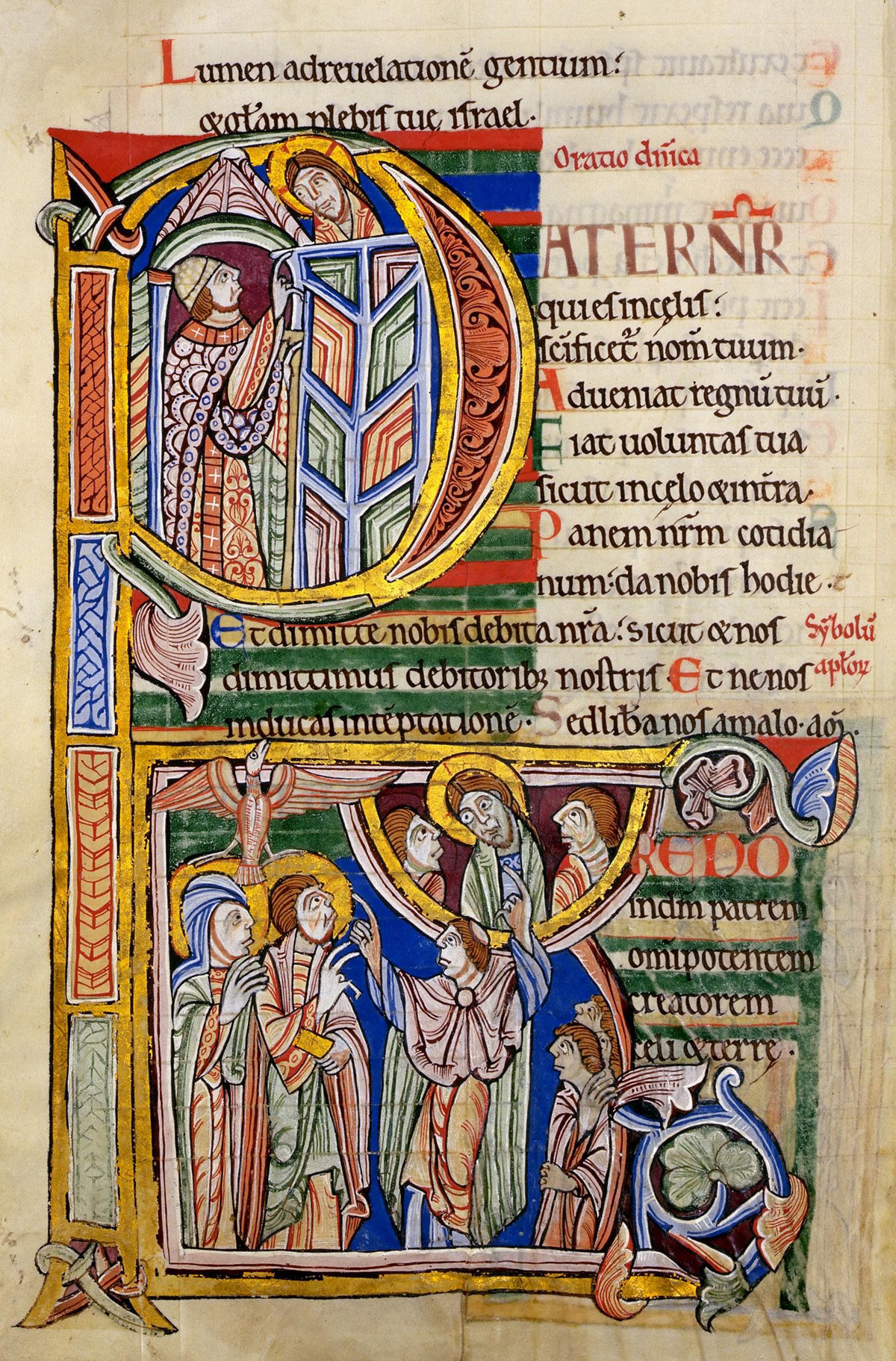
Inicial del comienzo de La Oración del Padre Nuestro

Existen varias pistas en el manuscrito que indican que se realizó dentro del scriptorium de la abadía de St Albans en Inglaterra. Las letanías mencionan a San Albano y uno de los escribas contribuyó a la redacción de otro libro de esta abadía de Hertfordshire. Otras pistas en el manuscrito indican que perteneció a Cristina de Markyate, una eremita y monja benedictina, cercana al padre Geoffrey de Gorham. La obra probablemente permaneció en el priorato de Markyate fundado por Cristine en 1145, hasta su disolución en 1535. El manuscrito probablemente permaneció en Inglaterra durante la Reforma inglesa, las menciones a los papas fueron sistemáticamente a rayadas en el calendario.
El manuscrito puede haber sido guardado, por un benedictino en Alemania y más específicamente en la Abadía de Lamspringe, un monasterio benedictino en lo que ahora es Baja Sajonia, que fue reconstruido por monjes benedictinos de Inglaterra alrededor de 1640. Una anotación en el libro indica que se encuentra en este monasterio en 1657 y pertenece al hermano Benoit, quien podría ser Robert Meering, un monje de Inglaterra. Después de la secularización de los monasterios en 1803, el manuscrito se traslada a la iglesia parroquial de San Gothard Hildesheim a 20 km. Actualmente se conserva en la biblioteca de la catedral de la misma ciudad.

## Descripción
El manuscrito contiene cinco partes :
- Un calendario (folios 3-16), que comprende una página por mes, con una representación de las obras del mes y el signo del zodiaco.
- 40 miniaturas de página completa que representan escenas de la vida de Cristo (folios 17-56)
- Una Vida de San Alejo, escrita en francés antiguo (folios 57-68) seguida de una carta de Gregorio Magno y tres miniaturas de página completa que representan a Cristo resucitado.
- El salterio propiamente dicho (folios 73-372), luego los himnos, oraciones y letanías (folios 372-414)
- Dos miniaturas en páginas completas completan el manuscrito, representando a San Albano y al Rey David como músico.

Los especialistas distinguen la mano de 6 diferentes escribas. Solo un pintor, llamado Maestro de Alexis, es autor de 40 miniaturas e ilustraciones de la vida de Alejo, como su nombre lo sugiere. Otros tres artistas secundarios son los autores de las ilustraciones del calendario, las iniciales de los manuscritos y las dos miniaturas finales.

## Galería

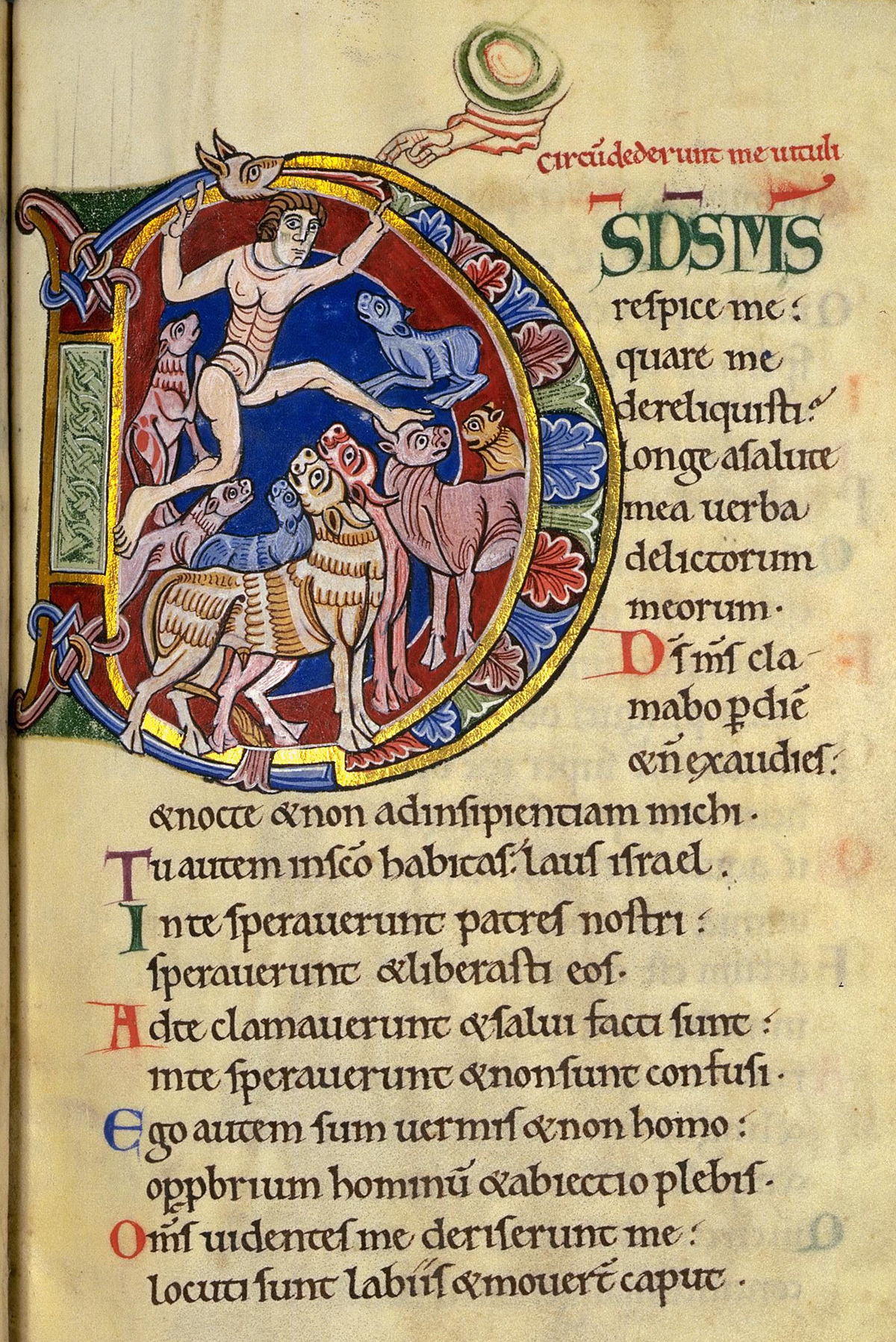
Letra Capital D del salmo 21, artista 2
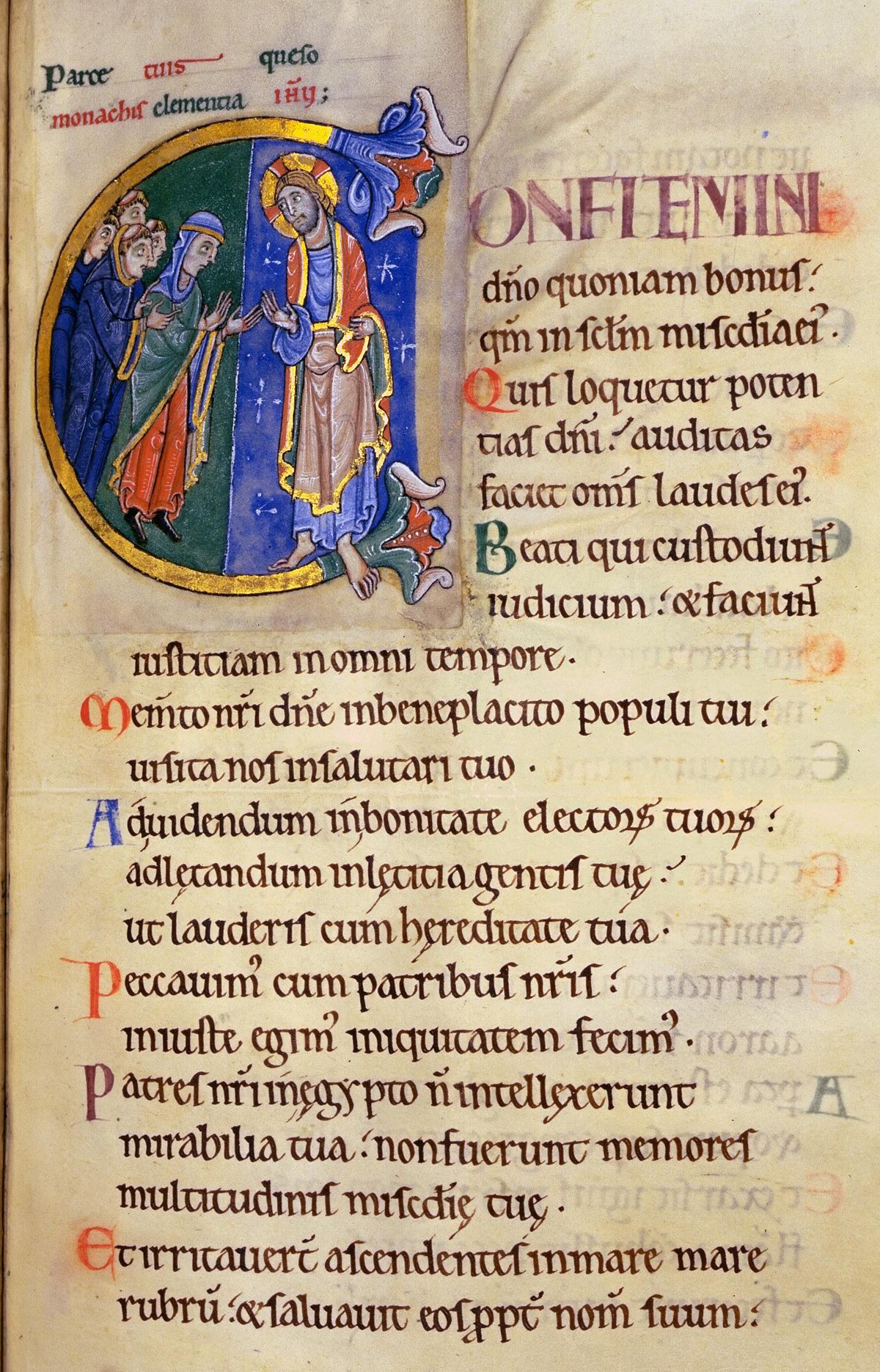
Letra CapitalC del salmo 105, artista 3
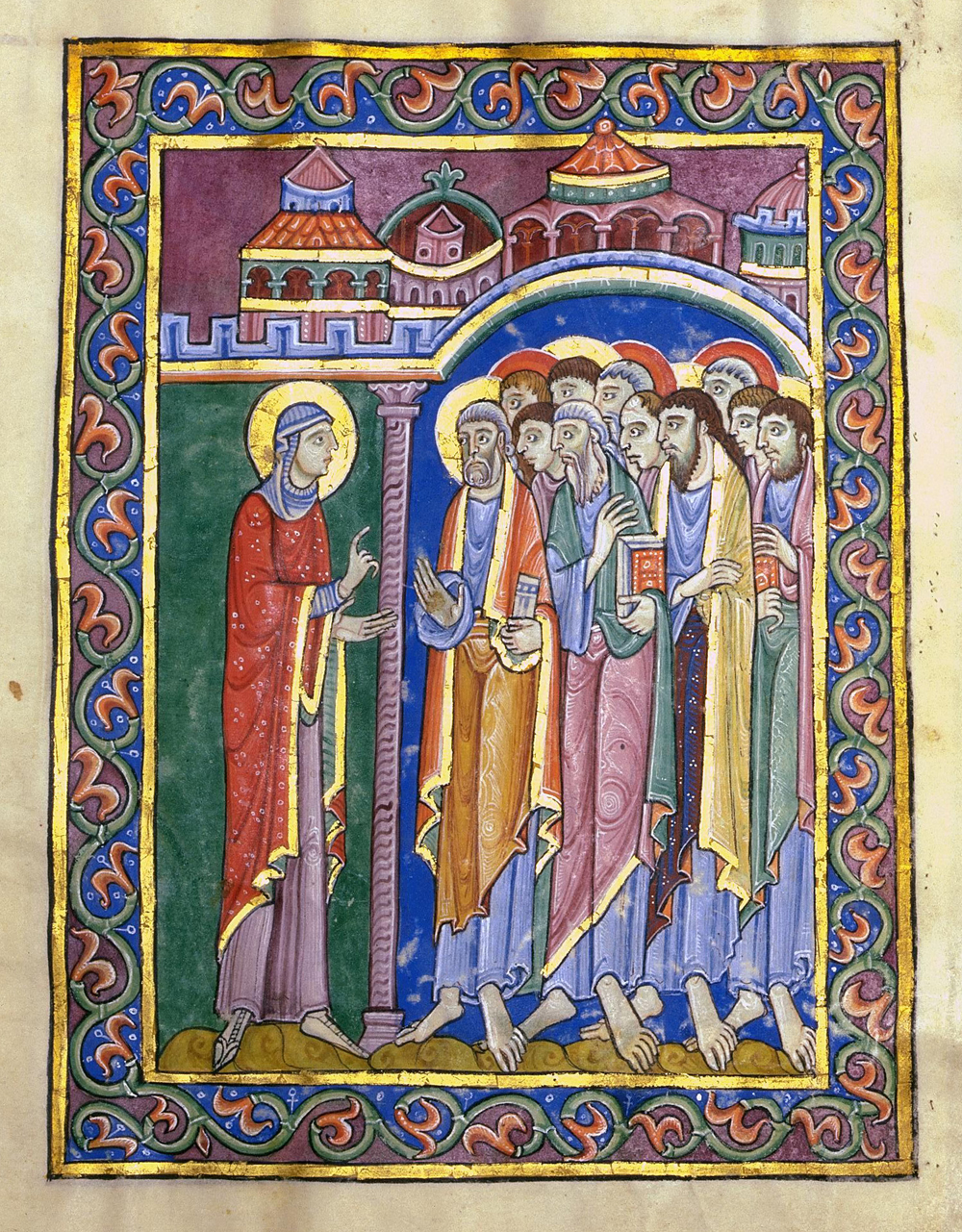
María Magdalena anuncia la resurrección de Cristo
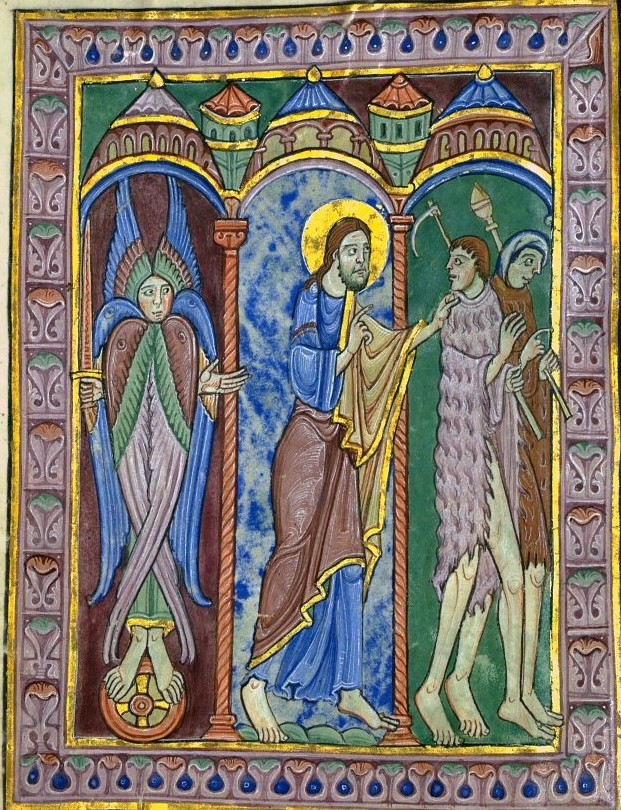
El destierro del Paraíso
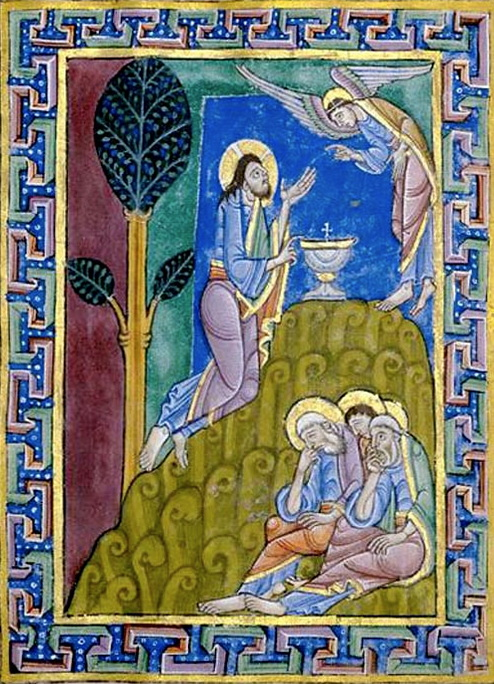
Oración en Getsemaní
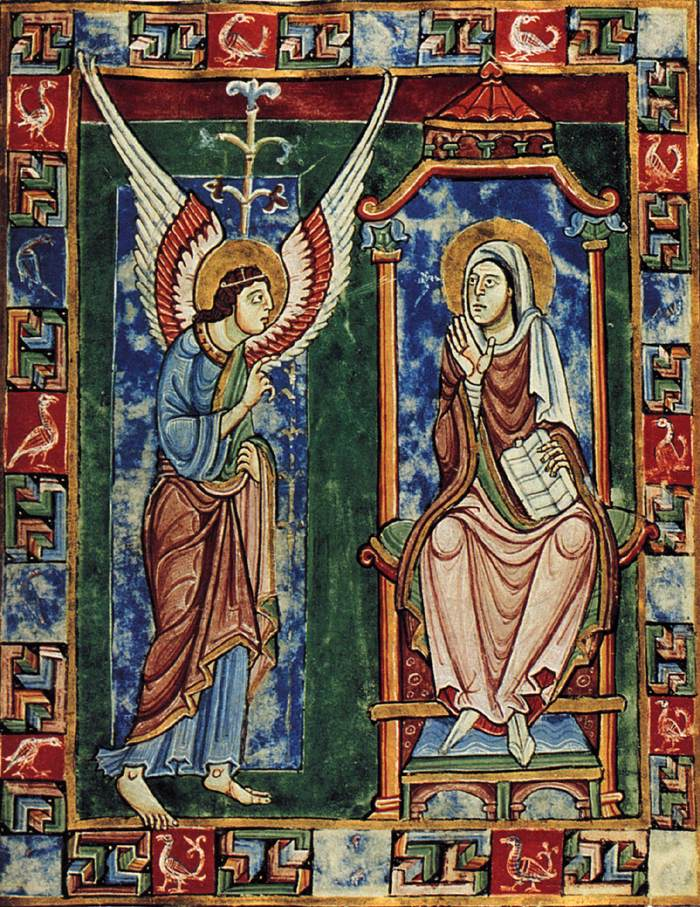
La Anunciación
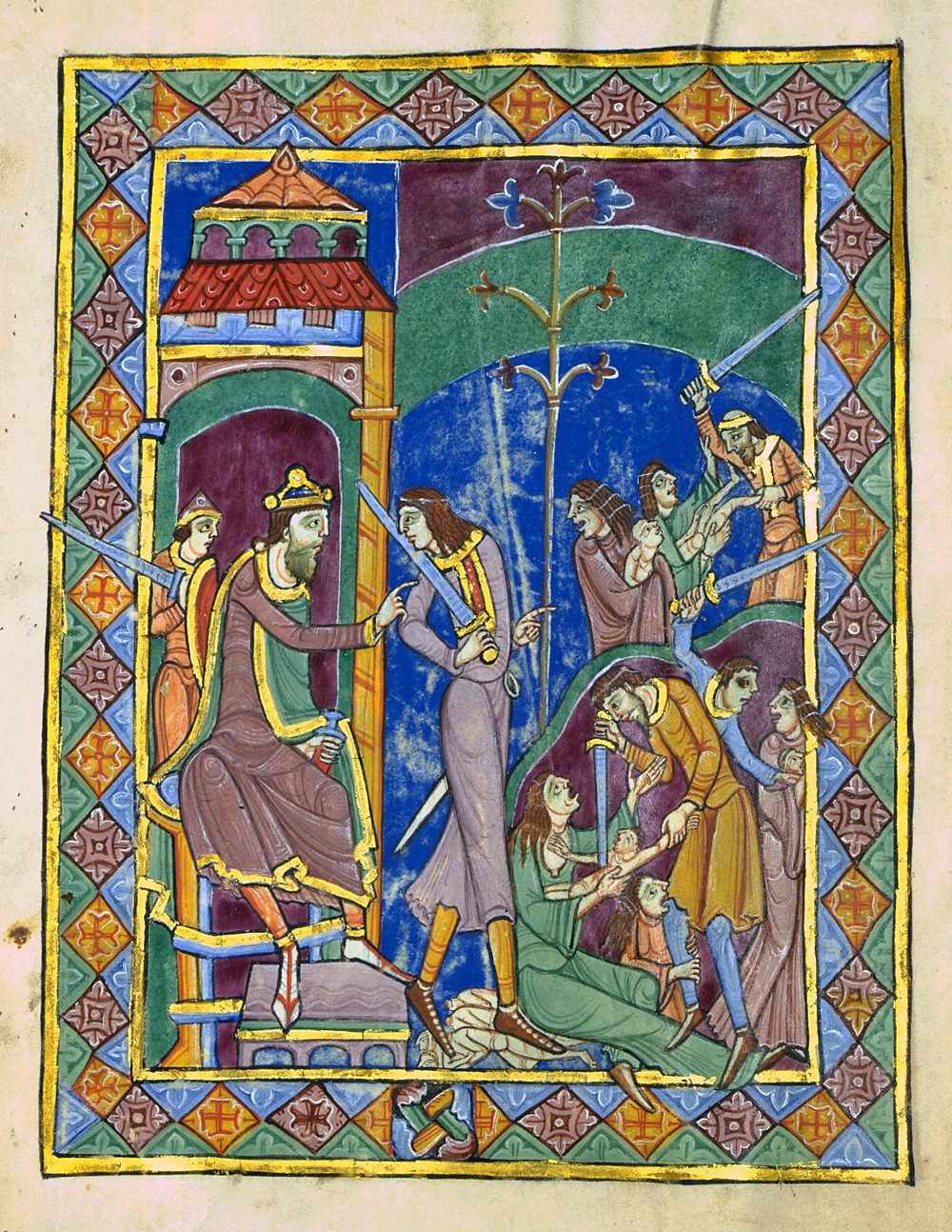
Masacre de los inocentes